# Малоротый батимастер
Малоротый батимастер (лат. Bathymaster leurolepis) — вид морских лучепёрых рыб из семейства батимастеровых отряда скорпенообразных. Распространён в северной части Тихого океана от Японии до залива Аляска. Обитает на глубинах от 0 до 80 метров. Демерсальная рыба умеренных вод. Питается зообентосом. Максимальная длина тела 21 см. В спинном плавнике 2 жёстких и 41—45 мягких лучей. В анальном плавнике 1—2 жёстких и 29—34 мягких лучей. В брюшном плавнике 1 жёсткий и 5 мягких лучей, он не покрыт чешуей. Длина чешуйчатой части хвостового плавника составляет менее 1/2 его общей длины. Верхнечелюстная кость простирается ниже середины глаза. Безвреден для человека, охранный статус вида не оценивался, объектом промысла не является.